# Ma-con
ma-con es un equipo alemán de carreras de motor. Fue fundado en 2001 por Marian Hamprecht. El equipo comenzó a competir en la Eurocopa de Fórmula Renault 2.0 y la Fórmula Renault 2.0 Alemania en 2002. Actualmente el equipo compite en el campeonato FIA Fórmula 3 Europea. El equipo siempre se centró en campeonatos regionales y continentales en Alemania y Europa respectivamente. Con el tiempo, el equipo ingresó con diferentes nombres, tales como ma-con Racing y ma-con Engineering junto con el nombre común de ma-con.